# جائزة الأوسكار لأفضل ممثل مساعد
جائزة الأوسكار لأفضل ممثل مساعد هي إحدى الجوائز التي توزع للممثلين (الذكور) لأعمالهم في السينما بواسطة أكاديمية الفنون والعلوم السينمائية. يتم ترشيح الممثلين بواسطة أعضاء الأكاديمية وهم ممثلون وممثلات.

## الفائزون
الفائزون بالجائزة:  
- كيران كولكين (سنة 2024) (عن عمل A Real Pain)
- روبرت داوني جونيور (سنة 2023) (عن عمل أوبنهايمر)
- جوناثان كي كوان (سنة 2022) (عن عمل كل شيء في كل مكان في وقت واحد)
- دانييل كالويا (سنة 2020) (عن عمل يهوذا والمسيح الأسود)
- براد بيت (سنة 2019) (عن عمل حدث ذات مرة في هوليوود)
- ماهرشالا علي (سنة 2018) (عن عمل الكتاب الأخضر)
- سام روكويل (سنة 2017) (عن عمل ثلاث لوحات خارج إيبينغ، ميزوري)
- ماهرشالا علي (سنة 2016) (عن عمل ضوء القمر)
- مارك رايلانس (سنة 2015) (عن عمل جسر الجواسيس)
- جي كي سيمونز (سنة 2014) (عن عمل ويبلاش)
- جاريد ليتو (سنة 2013) (عن عمل نادي دالاس للمشترين)
- كريستوف فالتز (سنة 2012) (عن عمل جانغو الحر)
- كريستوفر بلامر (سنة 2011) (عن عمل المبتدئون)
- كريستيان بيل (سنة 2010) (عن عمل المقاتل)
- كريستوف فالتز (سنة 2009) (عن عمل أوغاد مجهولون)
- هيث ليدجر (سنة 2008) (عن عمل فارس الظلام)
- خافيير باردم (سنة 2007) (عن عمل لا بلد للعجائز)
- ألان آركين (سنة 2006) (عن عمل ليتل ميس سانشاين)
- جورج كلوني (سنة 2005) (عن عمل سريانا)
- مورغان فريمان (سنة 2004) (عن عمل فتاة المليون دولار)
- تيم روبنز (سنة 2003) (عن عمل نهر غامض)
- كريس كوبر (سنة 2002) (عن عمل تبني)
- جيم برودبنت (سنة 2001) (عن عمل أيريس)
- بينيشيو ديل تورو (سنة 2000) (عن عمل إتجار)
- مايكل كين (سنة 1999) (عن عمل قوانين منزل سايدر)
- جيمس كوبورن (سنة 1998) (عن عمل فتنة)
- روبن ويليامز (سنة 1997) (عن عمل غود ويل هانتينغ)
- كوبا غودينغ جونير (سنة 1996) (عن عمل جيري ماغواير)
- كيفين سبيسي (سنة 1995) (عن عمل المشتبه بهم المعتادون)
- مارتن لانداو (سنة 1994) (عن عمل إد وود)
- تومي لي جونز (سنة 1993) (عن عمل الهارب)
- جين هاكمان (سنة 1992) (عن عمل غير المسامح)
- جاك بالانس (سنة 1991) (عن عمل معاطف المدينة)
- جو بيشي (سنة 1990) (عن عمل الأصدقاء الطيبون)
- دنزل واشنطن (سنة 1989) (عن عمل المجد)
- كيفين كلاين (سنة 1988) (عن عمل سمكة تُدعى وندا)
- شون كونري (سنة 1987) (عن عمل الممنوع لمسهم)
- مايكل كين (سنة 1986) (عن عمل هنا وأخواتها)
- دون أميتشي (سنة 1985) (عن عمل شرنقة)
- هاينغ سومنانغ نغور (سنة 1984) (عن عمل حقول القتل)
- جاك نيكلسون (سنة 1983) (عن عمل شروط إظهار العاطفة)
- لويس جوست الابن (سنة 1982) (عن عمل ضابط ورجل نبيل)
- جون غيلغد (سنة 1981) (عن عمل آرثر)
- تيموثي هوتون (سنة 1980) (عن عمل أناس عاديون)
- ميلفين دوغلاس (سنة 1979) (عن عمل أن تكون هناك)
- كريستوفر واكن (سنة 1978) (عن عمل صائد الغزلان)
- جيسون روباردس (سنة 1977) (عن عمل جوليا)
- جيسون روباردس (سنة 1976) (عن عمل كل رجال الرئيس)
- جورج برنز (سنة 1975) (عن عمل فتيان الشروق)
- روبرت دي نيرو (سنة 1974) (عن عمل العراب: الجزء الثاني)
- جون هاوسمان (سنة 1973) (عن عمل مطاردة الصحيفة)
- جويل غراي (سنة 1972) (عن عمل ملهى)
- بين جونسون (سنة 1971) (عن عمل آخر عرض صور)
- جون ميلز (سنة 1970) (عن عمل ابنة رايان)
- جيغ يونغ (سنة 1969) (عن عمل هم يقتلون الخيول، أليس كذلك ؟)
- جاك ألبرتسون (سنة 1968) (عن عمل الموضوع كان الورود)
- جورج كينيدي (سنة 1967) (عن عمل كول هاند لوك)
- والتر ماثو (سنة 1966) (عن عمل كعكة الحظ)
- مارتن بلسم (سنة 1965) (عن عمل ألف مهرج)
- بيتر أوستينوف (سنة 1964) (عن عمل توبكابي)
- ميلفين دوغلاس (سنة 1963) (عن عمل هاد)
- إد بيغلي (سنة 1962) (عن عمل طائر الشباب الجميل)
- جورج تشاكيريس (سنة 1961) (عن عمل قصة الحي الغربي)
- بيتر أوستينوف (سنة 1960) (عن عمل سبارتاكوس)
- هيو غريفيث (سنة 1959) (عن عمل بن هور)
- بورل آيفز (سنة 1958) (عن عمل الدولة الكبيرة)
- ريد بوتونز (سنة 1957) (عن عمل سايونارا)
- أنتوني كوين (سنة 1956) (عن عمل رغبة في الحياة)
- جاك ليمون (سنة 1955) (عن عمل السيد روبرتس)
- إدموند أوبراين (سنة 1954) (عن عمل الكونتيسة حافية القدمين)
- فرانك سيناترا (سنة 1953) (عن عمل من هنا إلى الخلود)
- أنتوني كوين (سنة 1952) (عن عمل فيفا زباطة)
- كارل مالدن (سنة 1951) (عن عمل عربة اسمها الرغبة)
- جورج ساندرز (سنة 1950) (عن عمل كل شيء عن إيف)
- دين جاجر (سنة 1949) (عن عمل Twelve O'Clock High)
- والتر هيوستن (سنة 1948) (عن عمل كنز السييرا مادري)
- إدموند غوين (سنة 1947) (عن عمل معجزة في شارع 34)
- هارولد راسيل (سنة 1946) (عن عمل أجمل سنوات العمر)
- جيمس دن (سنة 1945) (عن عمل شجرة تنمو في بروكلين)
- باري فيتزجيرالد (سنة 1944) (عن عمل السير على طريقي)
- تشارلز كوبرن (سنة 1943) (عن عمل كلما زاد العدد زاد المرح)
- فان هيفلين (سنة 1942) (عن عمل جوني إيجر)
- دونالد كريسب (سنة 1941) (عن عمل كم كان واديي مخضرا)
- والتر برينان (سنة 1940) (عن عمل الغربي)
- توماس ميتشيل (سنة 1939) (عن عمل عربة الجياد)
- والتر برينان (سنة 1938) (عن عمل كنتاكي)
- جوزيف شيلدكروات (سنة 1937) (عن عمل حياة إيميلي زولا)
- والتر برينان (سنة 1936) (عن عمل تعال وخذها)

## طالع ايضاً
- جائزة الأوسكار لأفضل ممثل
- جائزة الأوسكار لأفضل ممثلة
- جائزة الأوسكار لأفضل ممثلة مساعدة